# گری اندرسون (شناگر)
گری اندرسون (به انگلیسی: Gary Anderson) (زادهٔ ۷ آوریل ۱۹۶۹) شناگر اهل کانادا است.